# Setodes dantavarna
Setodes dantavarna är en nattsländeart som beskrevs av Schmid 1987. Setodes dantavarna ingår i släktet Setodes och familjen långhornssländor. Inga underarter finns listade i Catalogue of Life.